# 栗寶寶
栗寶寶是任天堂著名遊戲系列瑪利歐系列中虛構的蘑菇類物種。它們在1985年紅白機平台上的作品《超級瑪利歐兄弟》中首次登場，是基本敵人，透過觸碰進行攻擊。它們也出現在遊戲之外，包括電影，電視和其他媒體中。它們通常是棕色的，在視頻遊戲中最常見的情況是漫無目的地走來走去，常常成為障礙。
栗宝宝们原本是蘑菇王国的朋友，但在库巴崛起之后，绝大多数栗宝宝由于不明原因站到了库巴一边。不过在《纸片马里奥》系列当中还有极少数的栗宝宝选择了帮助马里奥，或者是自成一家。
作為遊戲的基礎角色，它在所有《超級瑪利歐系列》作品的第一關卡皆有登場。
2005年發行於任天堂GameCube的《超級瑪利歐奇蹟棒球》是第一款能以栗寶寶作操控角色的遊戲。